# Imperiul Hun

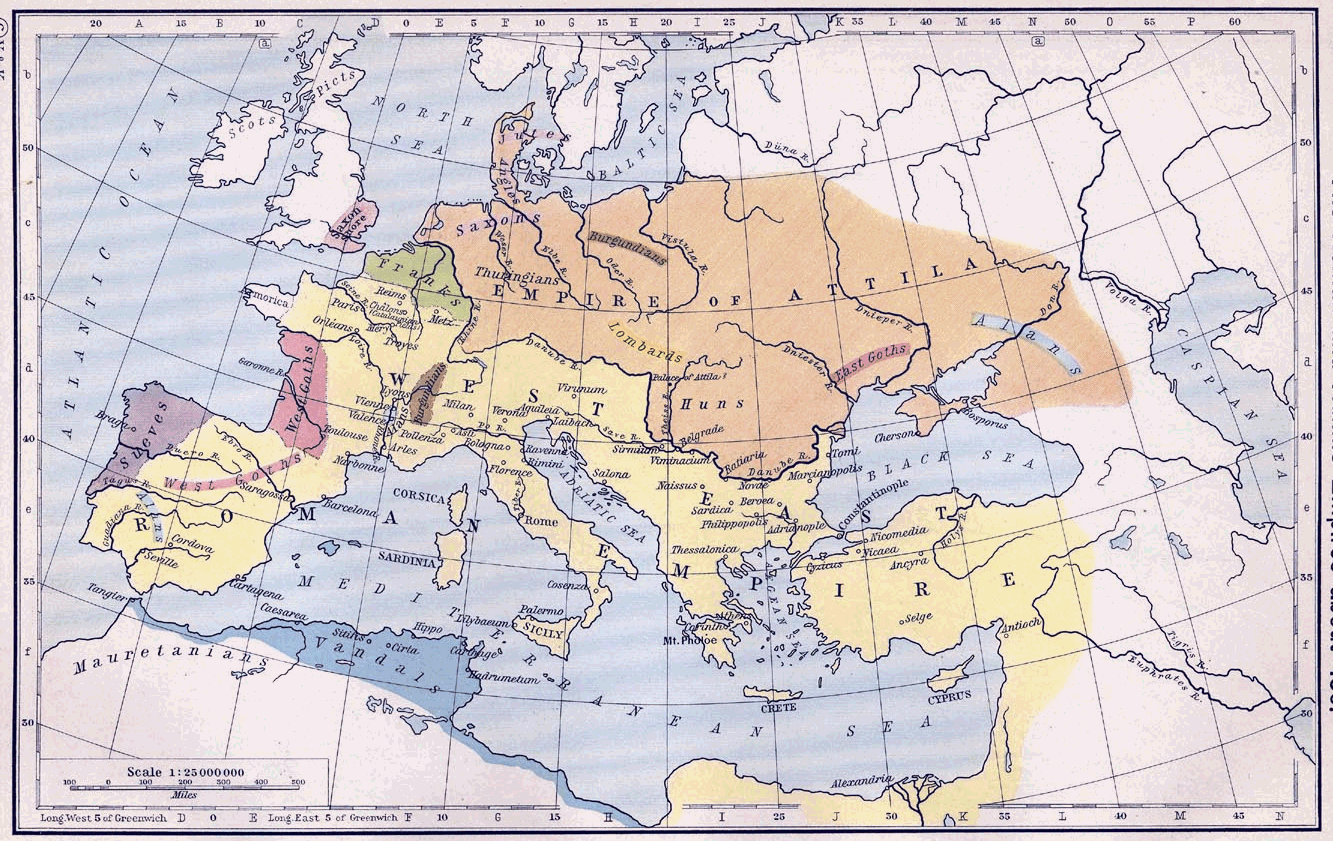
Imperiul lui Attila

Imperiul Hun a fost format de regele hunilor, Attila, și cuprindea teritorii vaste în Europa Centrală și de Est. În sud și în vest se învecina cu Imperiul Roman de Răsărit și cu Imperiul Roman de Apus. Data întemeierii nu este cunoscut cu exactitate, dar se consideră a fi în jurul anului 370, când triburile alanilor sunt spulberate de hoardele hunilor. Imperiul se dizolvă în 453 după moarte lui Attila și dispare în totalitate în 469 din cauza războaielelor pentru succesiune.Se stabilesc în Câmpia panonica.

## Istoric

#### Formarea și consolidarea

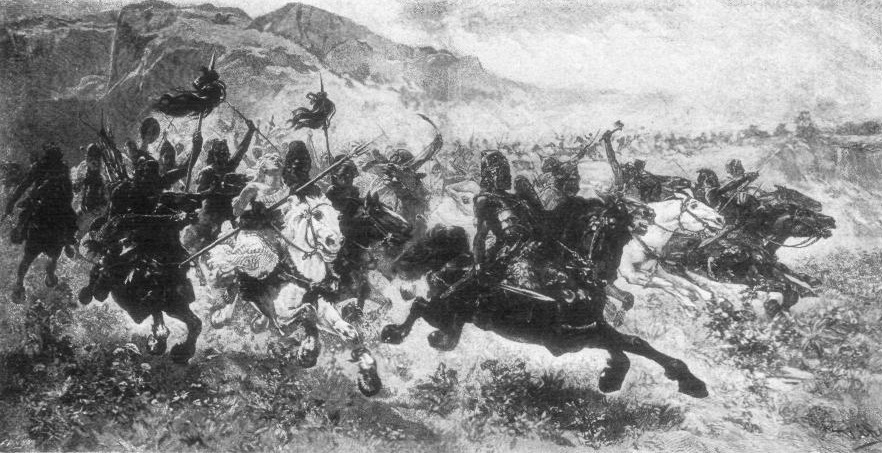
Invazia hunilor în Italia

Prima menționare a hunilor este datătă în jurul anului 370 când triburile alanilor sunt înfrânte lângă Marea Caspică. În 395 aceștia trec Caucazul, unde captureză Erzurum, asediază Antiohia și Edessa, atingând Tirul. În fosta provincie Dacia, îi înfrânge pe ostrogoți, ca în 408 să treacă Dunărea și să devasteze provincia Moesia.
Hunii erau o confederație de triburi până la regele Oktar care i-a unit sub steagul său. Fratele și succesorul acestuia, Rugila, conduce o campaniei în Imperiul Roman de Apus, printr-o alianță cu generalul Flavius Aetius. Moare înainte de a putea invada Imperiul Roman de Răsărit, așa că este urmat la tron de nepoții săi, Attila și Bleda.

#### AttilașiBleda

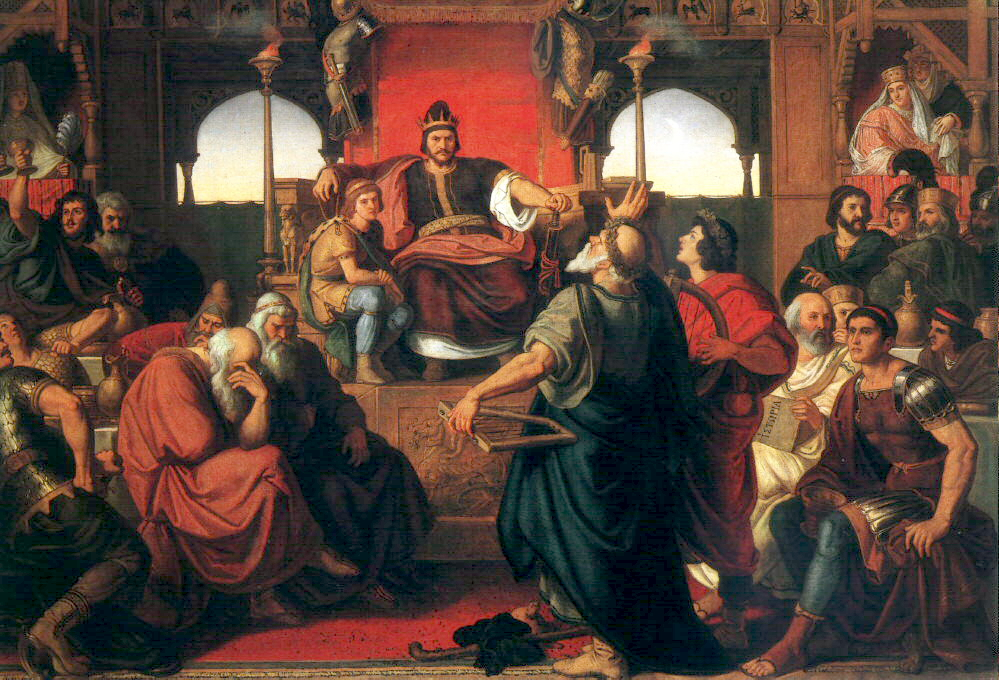
Attila

Attila și Bleda obligă  Imperiul Roman de Răsărit să accepte tratatul de la Margus prin care romanii le acordau un tribut anual și drepturi comerciale. Având sudul asigurat, aceștia și-au putut concentra atenția asupra triburilor din vest.
Dacă tributul nu era plătit, se organizau campanii de pedepsire ca cea din 441, când au ajuns foarte aproape de Constantinopol, jefuind orașele Sardica și Arcadiopolis.
În 445, Bleda moare, se pare că ucis din ordinul lui Attila, iar acesta rămâne singurul rege al hunilor.

#### Imperiul luiAttila

Traseul forţelor lui Attila în invazia Galiei, indicând oraşele importante cucerite sau ameninţate de huni şi trupele aliate

Attila a devenit liderul de necontestat după moartea fratelui său. 
Campania sa în Balcani și Tracia a fost devastatoare, iar foametea și ciuma care bântuiau peste Imperiul Bizantin l-au ajutat să ajungă până la Constantinopol, care era proaspăt devastat de cutremure. 
Doar zidurile refăcute în ultimul moment au salvat orașul din fața năvălitorilor huni.
Imperiul Roman de Apus nu a fost atacat deoarece între generalul Flavius Aetius și Attila exista o veche prietenie. În 450, obiectivele hunilor se schimbă. Raidurile repetate în Răsărit au cauzat o scădere drastică a cantității prăzilor din jafuri. De asemenea, sora lui Valentin al III-lea, Împăratului Apusului, Honoria îi cere regelui hunilor să nu permită căsătoria ei cu un senator roman, trimițându-i inelul ei. Dar Attila, înțelegând acest gest ca o cerere în căsătorie, cere ca zestre jumătate din imperiul fratelui ei. 
Așa că Attila invadează Galia în fruntea oastei sale recrutând pe drum franci, burgunzi și goți. Acesta jefuiește orașe importante printre care se numără Metz, Paris, Troyes și Orléans. Oștile romanilor, vizigoților și francilor îl vor înfrânge pe Attila în Bătălia de pe Câmpiile Catalaunice, care va fi nevoit să se retragă. 
Anul următor, acesta își înnoiște pretențiile la mâna Honorei.
De asemenea, începe o campanie peste Alpi, în nordul Italiei, unde devastează Aquileia, Vicetia, Verona, Brixia, Bergamum, și Milan.
Valentin al III-lea, în speranța, că nu va jefui Roma, trimite trei emisari de grad înalt printre care se numără Leon I, episcop de Roma, cu scopul de a obține promisiunea că se va retrage și va negocia o pace cu împăratul. Aceștia se întâlnesc la Mincio, în apropriere de Mantua, iar Leon reușește a-l convinge pe Attila să se întoarcă din drum.
Attila s-a temut, conform lui Prosper din Aquitania, că va muri la scurt timp după ce va jefui Roma, cum i s-a întâmplat lui Alaric.
În realitate, jefuirea Italiei n-ar fi fost profitabilă din cauza recoltei sărace, iar un contingent roman din Răsărit a trecut Dunărea devastându-i imperiul, de aceea se retrage. 
Noul împăratul răsăritean nu a mai  plătit tributul anual, așa că Attila pregătește o campanie de pedepsire la sud de Dunăre. Dar moare în 453, în noaptea nunți, după ce s-a căsătorit cu o prințesă burgundă, Hilda, din cauza unei hemoragii nazale (fiind probabil otrăvit). 

#### Destrămarea
Attila este urmat la domnie de către fiul său mai mare, Ellak, care s-a confruntat cu frații săi, Dengizich și Ernakh, pentru tron.
Ellak moare în timpul bătăliei de la Nedao împotriva mai multor triburi. Dengizich este ultimul conducător al acestui popor războinic, imperiul format de strămoșii săi, Rugila și Attila, dispare de pe harta geopolitică a lumii în 469.        